# Desmodilliscus braueri
Desmodilliscus braueri är en gnagare i underfamiljen ökenråttor och den enda arten i sitt släkte.

## Beskrivning
Arten liknar andra ökenråttor i utseende. Den når en kroppslängd (huvud och bål) av 4 till 7,5 cm och en vikt av 6 till 14 gram. Den 3,5 till 5 cm långa svansen bär hår men saknar en tofs vid slutet. Pälsen har en sandbrun färg på ryggen och blir ljusare fram till den vitaktiga buken. I motsats till alla andra råttdjur har Desmodilliscus braueri tre övre och två nedre kindtänder i varje käkhalva. Även skallens konstruktion skiljer sig något från andra ökenråttor.
Denna ökenråtta lever i nordcentrala Afrika från Mauretanien och Senegal vid Atlanten till Sudan vid Röda havet. Den vistas i Sahelzonen som kännetecknas av savanner med flera buskar.
Desmodilliscus braueri gräver underjordisk bon med flera tunnlar och kamrar. Den syns främst på natten utanför boet och stannar där under längre regnperioder. Dräktigheten varar 26 till 35 dagar och sedan föder honan två eller tre ungar.
För arten är inga större faror kända och den listas av IUCN som livskraftig (LC).